# Тиран-малюк гвіанський
Тиран-малюк гвіанський (Zimmerius acer) — вид горобцеподібних птахів родини тиранових (Tyrannidae). Мешкає в Південній Америці. Раніше вважався конспецифічним з елегантним тираном-малюком, однак за результатами молекулярно-генетичного дослідження, опублікованого у 2008 році, був визнаний окремим видомю

## Опис
Довжина птаха становить 9-11,4 см, вага 5,7-11 г. Тім'я сіре, верхня частина тіла оливково-зелена, обличчя білувате, над очима білуваті "брови". Покривні пера крил темні, махові пера мають жовті края. Горло біле, груди сірувато-оливкові, живіт жовтуватий. Очі світло-сірі.

## Поширення і екологія
Гвіанські тирани-малюки мешкають на сході Венесуели (схід Болівару і Дельти-Амакуро), в Гаяні, Суринамі, Французькій Гвіані та на північному сході і сході Бразилії (від Рорайми до півночі Мату-Гросу та до Сеари, а також від Ріу-Гранді-ду-Норті до Алагоаса). Вони живуть у вологих рівнинних тропічних лісах і варзейських лісах (тропічних лісах у заплавах Амазонки і її притоків). Зустрічаються на висоті до 500 м над рівнем моря. Живляться комахами і дрібними плодами.